# Curvisaccula
Curvisaccula is een geslacht van vlinders van de familie bladrollers (Tortricidae), uit de onderfamilie Tortricinae.

## Soorten
- C. philpotti Dugdale, 1978
- C. triorthota (Meyrick, 1927)